# Orangeburg, South Carolina
Orangeburg är administrativ huvudort i Orangeburg County i South Carolina. Staden har fått sitt nuvarande namn efter Vilhelm IV av Oranien. Enligt 2020 års folkräkning hade Orangeburg 13 240 invånare. Orangeburg är säte för Claflin University och South Carolina State University.

## Kända personer från Orangeburg
- Bob Corker, politiker
- Shawnee Smith, skådespelare
- Mario Winans, musiker